# Lucien Démanet
Lucien Démanet (n. 6 decembrie 1874, Limont-Fontaine, Nord-Pas-de-Calais, Franța – d. 20 iunie 1943, Denain, Nord-Pas-de-Calais, Franța) a fost un gimnast artistic ce a reprezentat Franța, medaliat olimpic. A participat la două ediții ale Jocurilor Olimpice (1900, 1920) în care a câștigat două medalie de bronz.